# Серо (Месина)
Серо је насеље у Италији у округу Месина, региону Сицилија.
Према процени из 2011. у насељу је живело 279 становника. Насеље се налази на надморској висини од 268 м.